# Ilva Ligabue

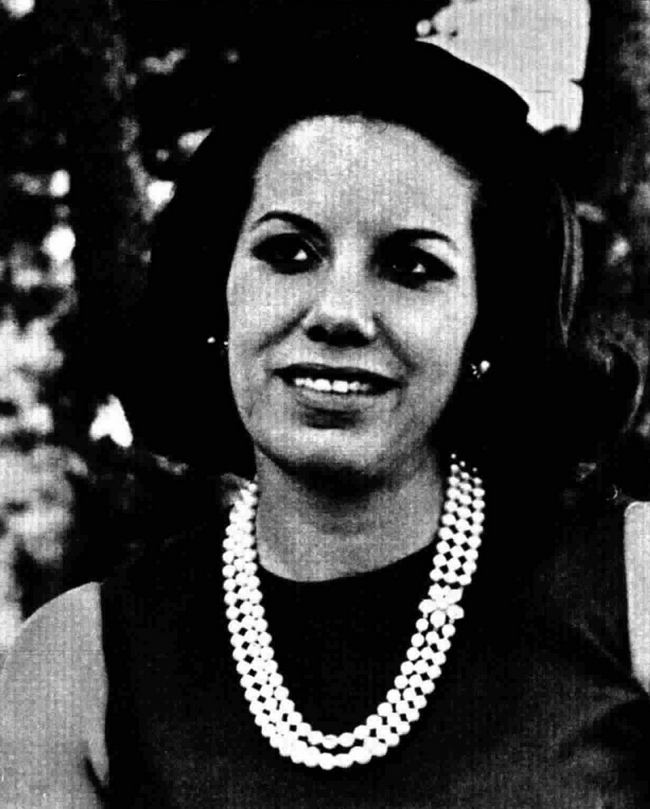
Ilva Ligabue 1968

Ilva Ligabue, född 23 maj 1932 i Reggio nell'Emilia, död 17 augusti 1998 i Palermo, var en italiensk  operasopran. Hon är främst känd för sin roll som Alice Ford i Falstaff, som hon bland annat spelade under Leonard Bernstein på Wiener Staatsoper.